# 和田仁孝
和田 仁孝（わだ よしたか、1955年12月2日 - ）は、大阪府出身の法学者。早稲田大学大学院法務研究科教授。専門は法社会学。ポストモダン認識論を基盤に法と社会理論、紛争過程論、医療紛争処理システムなどを研究。棚瀬孝雄門下。日本学術会議連携会員。Asia Law & Society Association President Elect. 
これまでに 日本法社会学会事務局長、Law and Society Association Program Committee 委員などを務めたほか、厚生労働省社会保障審議会医療保険部会委員、国土交通省中央建設工事審査会委員などを歴任。

## 人物
1979年京都大学法学部卒業。九州大学法学部教授を経て、現在は早稲田大学大学院法務研究科教授。
ポストモダン認識論、社会構成主義などの立場に基づき、解釈法社会学の立場から「法と社会理論」を展開している（『法社会学の解体と再生：ポストモダンを超えて』弘文堂1996）。この視点は、民事訴訟法学の第三の波学派とも共鳴し、その論者の一人でもある（『民事紛争交渉過程論』『民事紛争処理論』信山社）。
この近代主義・科学主義批判の理論的視覚によりつつ紛争過程、ADR論、弁護士論などのテーマを研究領域としている。紛争当事者の視点、感情的側面を重視し、法専門性や法律家に対する批判的立場が鮮明である。
近年は、医療紛争の領域で、医療メディエーションのモデルを構築し、医療メディエーター養成など実践的にも活躍している。なおこの医療メディエーターは、2012年に医療対話推進者の名称で診療報酬が加算されるに至っている。また、医療紛争、医療メディエーションに関する著作は台湾、中国でも翻訳出版され、医療メディエーションモデルの東アジアでの普及にも影響を与えている。

## 略歴
- 1955年 - 大阪生まれ
- 1979年 - 京都大学法学部卒業
- 1981年 - 京都大学大学院法学研究科修士課程修了、博士後期課程進学
- 1982年 - ハーバード・ロー・スクール客員研究員（至1984年）
- 1986年 - 京都大学大学院博士後期課程単位取得退学
- 1987年 - 京都大学法学部助手
- 1988年 - 九州大学法学部助教授
- 1991年 - 法学博士（京都大学）
- 1992年 - スタンフォード大学人類学科客員研究員（至1993年）
- 1996年 - 九州大学法学部教授
- 2004年 - 早稲田大学大学院法務研究科教授

## 著作

### 単著
- 『民事紛争交渉過程論』信山社　1991
- 『民事紛争処理論』信山社　1994

- 『法社会学の解体と再生：ポストモダンを超えて』弘文堂　1996
- 『民事紛争交渉過程論増補版』信山社　2020
- 『法の権力とナラテヴ：法臨床学への転回１』北大路書房　2020
- 『紛争過程とADR：法臨床学への転回２』北大路書房　2020
- 『過程としての裁判と法専門家：法臨床学への転回３』北大路書房　2021
- 『修復性正義——基于日本医療糾紛調解的考察及其対我国的啓示』中国政法大学出版社　2021
- 『法社会学』新世社　2022

### 共著
- 『医療紛争―メディカル・コンフリクト・マネジメントの提案』医学書院　2001
- ＝翻訳『医疗纠纷处理与实例解说』台湾合记图书出版公司　2003
- 『リーガル・カウンセリングの技法』法律文化社　2006
- 『医療コンフリクト・マネジメント―メディエーションの理論と技法』シーニュ　2006
- 『医療メディエーション―コンフリクト・マネジメントへのナラティヴ・アプローチ』シーニュ　2010
- ＝翻訳『医療糾紛調解：糾紛管理的理論与技能』曁南大学出版社（中国）2013
- ＝翻訳『醫療促進溝通調解：由叙事著手的衝突管理』原水（台湾）2013
- 『ADR/メディエーションの理論と実践技法』北大路書房　2020

### 編著
- 『交渉と紛争処理』日本評論社　2002
- 『法社会学の可能性』法律文化社　2004
- 『弁護士活動を問い直す』商事法務　2004
- 『法と社会へのアプローチ』日本評論社　2004
- 『法社会学』法律文化社　2006
- 『ADR--理論と実際』有斐閣　2007
- 『ADR認証制度』三協法規出版　2008
- 『医療事故対応の実際』三協法規出版　2009
- 『医療事故損害賠償の実務』三協法規出版　2011
- 『法の選択的適応』シーニュ　2013
- 『法の観察―法と社会の批判的再構築に向けて』法律文化社　2014
- 『家事紛争解決プログラムの概要―家事調停の理論と技法』司法協会　2014
- 『公認心理士への関係行政論ガイド』北大路書房　2021
- Global Health Security in China, Japan and India: Assessing Sustainable Development Goals, University of British Columbia Press 2022

### 翻訳
- 『医療事故後の情報開示』ロバート・D・トゥルオグ他著　シーニュ　2015